# Anaspis angustata
Anaspis angustata es una especie de coleóptero de la familia Scraptiidae.

## Distribución geográfica
Habita en República Democrática del Congo.